# Domiciliul copilului
Domiciliul minorului este, conform prevederilor legale, la domiciliul părinților săi. Pentru cazurile în care părinții locuiesc separat domiciliul minorului este acela unde acesta își are reședința statornică. Pentru părinții divorțați, în cazul custodiei unice, domiciliul minorului este la părintele care a primit încredințarea minorilor prin hotărâre judecătorească definitivă. În cazul custodiei comune (când ambii părinți exercită autoritatea părintească în comun, locuința minorului este stabilită de către judecător, odată cu desfacerea căsătoriei, la unul dintre cei doi părinți iar în situații excepționale locuința poate fi stabilită la alte persoane din familia extinsă a minorului sau la o instituție de ocrotire. În toate aceste cazuri domiciliul minorului este acolo unde instanța a stabilit locuința minorului.
În cazul în care părinții locuiesc separat iar minorul locuiește preponderent la unul dintre ei (cazul custodiei comune legale) părintele cu care copilul locuiește în mod statornic se numește părinte rezident iar părintele cu care minorul locuiește din când în când se numește părinte nerezident.

## Suport legal

### Legislația românească în materie
| “                                                                           | Art. 14. - Domiciliul minorului: (1) Domiciliul minorului este la părinții săi sau la acela dintre părinți la care el locuiește statornic. (2) Domiciliul copilului încredințat de instanța judecătorească unei a treia persoane rămâne la părinții săi, iar în cazul în care aceștia au domicilii separate și nu se înțeleg la care dintre ei va avea domiciliu copilul, decide instanța judecatorească. Domiciliul minorului, în cazul în care numai unul dintre părinții săi îl reprezintă ori cazul în care se află sub tutela, precum și domiciliul persoanei puse sub interdicție, este la reprezentantul legal. | ” |
| — Decretul nr. 31/1954 privitor la persoanele fizice și persoanele juridice | |   |

| “                                                                                                  | (2) Domiciliul minorului este la părinții săi sau la acela dintre părinți la care el locuiește statornic ori, după caz, la reprezentantul său legal sau la persoana fizică ori juridică la care este încredințat în plasament. | ” |
| — Ordonanța de urgență nr. 97/2005 privind evidența, domiciliul, reședința și actele de identitate | |   |

| “                                      | Articolul 92 Domiciliul minorului și al celui pus sub interdicție judecătorească. (1) Domiciliul minorului care nu a dobândit capacitate deplină de exercițiu în condițiile prevăzute de lege este la părinții săi sau la acela dintre părinți la care ei locuiește în mod statornic. (2) În cazul în care părinții au domicilii separate și nu se înțeleg la care dintre ei va avea domiciliul copilul, instanța de tutelă, ascultându-i pe părinți, precum și pe copil, dacă acesta a împlinit vârsta de 10 ani, va decide ținând seama de interesele copilului. Până la rămânerea definitivă a hotărârii judecătorești, minorul este prezumat că are domiciliul la părintele la care locuiește în mod statornic. (3) Prin excepție, în situațiile prevăzute de lege, domiciliul minorului poate fi la bunici, la alte rude ori persoane de încredere, cu consimțământul acestora. De asemenea, domiciliul minorului poate fi și la o instituție de ocrotire. (4) Domiciliul minorului, în cazul în care numai unul dintre părinții săi îl reprezintă ori în cazul în care se află sub tutelă, precum și domiciliul persoanei puse sub interdicție judecătorească, este la reprezentantul legal. | ” |
| — Prevederile noului Cod civil, art 92 | |   |

### Recomandările Comisiei Europene privind Legislația Familiei
| “                                                             | Principiul 3:20 Locuința copilului: (1) În cazul în care autoritatea părintească sunt exercitate în comun, titularii acestora, dacă locuiesc separat ar trebui să se pună de acord cu privire la persoana cu care va locui copilul. (2) Copilul poate locui în mod alternativ cu titularii autorității părintești, fie ca urmare a unui acord aprobat de autoritatea competentă, fie a unei decizii luate de aceasta din urmă. Autoritatea competentă trebuie să aibă în vedere următorii factori: (a) vârsta și opinia copilului; (b) capacitatea și dorința titularilor responsabilităților parentale de a colabora unul cu celălalt cu privire la aspectele legate de copil, precum și situația lor personală; (c) distanța dintre locuințele titularilor autorității parentale și școala pe care o frecventează copilul. | ” |
| — Recomandare a Comisiei Europene privind Legislația Familiei | |   |

### Prevederi din alte legislații
Este interesantă abordarea legiuitorului francez (noul Cod Civil fiind inspirat din codul civil francez și cel Quebecului) cu privire la domiciliul alternativ al minorului:
| “                                | "Domiciliul copilului poate fi stabilit la ambii părinți sau doar la unul dintre ei. La cererea unuia dintre părinți sau dacă părinții nu se înțeleg, instanța poate stabili provizoriu, pentru o perioadă determinată, domiciliul copilului la ambii părinți, urmând ca la finalul acestei perioade instanța să se pronunțe definitiv dacă domiciliul copilului va fi stabilit la unul dintre părinți sau la ambii părinți" | ” |
| — Codul Civil Francez, 373-2-9 . | |   |